# 15603 Kimyoonji
A 15603 Kimyoonji (ideiglenes jelöléssel (15603) 2000 GG108) a Naprendszer kisbolygóövében található aszteroida. A LINEAR projekt keretében fedezték fel 2000. április 7-én.